# Línia H16 de la Xarxa Ortogonal d'Autobusos de Barcelona
La línia H16 és una línia d'autobús de trànsit ràpid de la Xarxa Ortogonal d'Autobusos de Barcelona. Forma part de les línies horitzontals de la xarxa i presta servei a la ciutat de Barcelona des del 18 de novembre de 2013. L'operador de la línia és Transports Metropolitans de Barcelona.
En direcció al Fòrum, la línia segueix tot l'eix litoral de la ciutat després de sortir de la part baixa de l'avinguda Paral·lel, i passa per les Drassanes, el passeig Colom, el Pla de Palau, l'Hospital del Mar, l'avinguda Icària i el Cementiri de l'Est fins a arribar a la zona del Fòrum.

## Modificació del recorregut el 2014
El dia 15 de setembre de 2014, Transports Metropolitans de Barcelona, va incorporar a la seva Xarxa Ortogonal d'Autobusos quatre línies noves. Degut això, la línia H16 va variar el seu recorregut, amb la parada inicial al Passeig de la Zona Franca i el seu final de línia al Fòrum.
El recorregut anterior de l'H16 va ser substituït per la nova línia H14, la qual en lloc de circular per l'Avinguda Icària ho va fer per la Pl. Doctor Aiguader.

## Àrees d'intercanvi
El seu recorregut coincideix amb tres àrees d'intercanvi:
- Àrea d'intercanvi Paral·lel
- Àrea d'intercanvi Correus
- Àrea d'intercanvi Vila Olímpica

## Horaris
| H16       | Primer servei      | Primer servei | Darrer servei      | Darrer servei |
| H16       | A: Pg. Zona Franca | A: Fòrum      | A: Pg. Zona Franca | A: Fòrum      |
| Feiners   | 05:35              | 04:50         | 22:25              | 22:10         |
| Dissabtes | 05:50              | 04:50         | 22:25              | 22:10         |
| Festius   | 05:50              | 04:50         | 22:25              | 22:10         |